# Nurbol Zhumaskaliyev
Nurbol Zhumaskaliyev   (Oral, 11 de maig de 1981) és un exfutbolista kazakh de la dècada de 2000.
Fou 56 cops internacional amb la selecció del Kazakhstan.
Pel que fa a clubs, defensà els colors de FC Tobol i Irtysh Pavlodar.